# Fuku Suzuki
Fuku Suzuki (鈴木 福, Suzuki Fuku), né le 17 juin 2004 à Tokyo, est un acteur et chanteur japonais. Il commence sa carrière en tant qu'enfant star, à l'âge de deux ans.

## Biographie

### Une famille d'artistes
Fuku Suzuki grandit dans une famille consacrée à la musique. Son grand-père Taizan Kawamura est un célèbre joueur de shakuhachi. Sa grand-mère Toshimi Kawamura s'illustre dans le koto et est ambassadrice des arts et de la culture de la ville d'Ina. Son oncle, Aizan Kawamura, pratique lui aussi le shakuhachi. Sa mère, musicienne accomplie, joue notamment du koto et enseigne la musique aux jeunes enfants.  Son père fabrique des instruments traditionnels tels que le shamisen.
Baigné dans cet univers, il apprend très tôt le shakuhachi auprès de son grand-père ; comme sa mère et sa grand-mère, il pratique également le koto.
Fuku est l'aîné d'une fratrie de quatre enfants : Yume (née le 30 septembre 2006) est également dans le milieu du divertissement ; le cadet, Tano (né le 28 juin 2013), est acteur et vidéaste web ; la benjamine, Homa (née le 17 décembre 2015), est aussi une enfant star.

### Des débuts précoces
Fuku Suzuki commence sa carrière à l'âge de deux ans dans Inai Inai Baa!, une émission destinée aux enfants.
En 2010, le film Chonmage Purin met en lumière le jeune débutant : il y incarne Tomoya Yusa, le fils de l'héroïne (campée par Rie Tomosaka).
Courant 2011, Suzuki s'illustre dans le drama Marumo no Okite qui, en dépit d'audiences décevantes, accroît son nombre de spectateurs au fil des épisodes et devient culte. Selon Sports Nippon, le succès de la série repose sur la popularité de Suzuki et de sa co-star Mana Ashida. La chanson thème, interprétée par Ashida et Suzuki, atteint le top 3 du classement hebdomadaire des singles Oricon.
Par la suite, il incarne Belo, un yōkai, dans l'adaptation télévisée du manga Yōkai Ningen Bem. Il tient ainsi l'un des trois rôles principaux aux côtés de Kazuya Kamenashi (Bem) et Anne Watanabe (Bela). Le drama est un succès qui engendre un film ; le long métrage sort en salles l'année suivante, en 2013. Pour son interprétation, il remporte le prix du Meilleur acteur dans un second rôle lors du 15e Nikkan Sports Drama Grand Prix. A 8 ans, Suzuki est alors le premier enfant à décrocher cette récompense mais également le plus jeune lauréat du prix.
En parallèle à Yōkai Ningen Bem, Suzuki décroche le rôle principal de la comédie fantastico-policière Kodomo Keisatsu : la série suit Shigeru Ōnuma, un chef de police quinquagénaire qui se retrouve transformé en enfant, tout comme le reste de son équipe. Le succès de la série conduit à la sortie d'un film du même nom en mars 2013. Le long métrage atteint la onzième place du box-office japonais. Lors du Fantastic Fest de cette même année, Suzuki remporte le prix du Meilleur acteur pour sa prestation ; il est à nouveau le plus jeune lauréat.
Après une brève apparition dans la série Akumu-chan, il figure à la distribution du long métrage dérivé en 2014.

### La période adolescente et jeune adulte
Entre 2021 et 2024, Fuku Suzuki rejoint la franchise Kamen Rider avec les long métrages Saber + Kikai Sentai Zenkaiger: Superhero Senki et 4-Ri no ēsu to kuroko ainsi que les séries Geats et Outsiders.
En 2024, il est à l'affiche de la dernière production théâtrale du duo Chikyū Gorgeous, Hakanaki hikari no rapusodi. La pièce commémore les 30 ans de carrière du tandem ; le casting comporte également Ryōsuke Miura et Taishi Nakagawa.

## Performances partielles

### Cinéma
| Année | Titre                                                       | Rôle                    | Notes                        |
| ----- | ----------------------------------------------------------- | ----------------------- | ---------------------------- |
| 2010  | Gōrudensuranbā (ゴールデンスランバー)                       | Tatsumi Tsuruta         |                              |
| 2010  | Chonmage Purin (ちょんまげぷりん)                           | Tomoya Yusa             |                              |
| 2010  | Kamen Rider OOO                                             | L'enfant                | Apparition dans l'épisode 10 |
| 2012  | Yōkai Ningen Bem (映画妖怪人間ベム)                         | Belo                    | Rôle principal               |
| 2013  | Kodomo Keisatsu (コドモ警察)                                | Shigeru Ōnuma           | Rôle principal               |
| 2014  | Akumu-chan The Movie (悪夢ちゃん The Movie)                 | Ryū Uehara              |                              |
| 2014  | Bara Iro no Būko (薔薇色のブー子)                           | Le garçon sans nom      |                              |
| 2017  | Mix                                                         | Takeru Gotōda           |                              |
| 2019  | The 47 Ronin in Debt                                        | Ōishi Chikara           |                              |
| 2021  | Zokki                                                       | Ito                     |                              |
| 2021  | Kamen Rider Saber + Kikai Sentai Zenkaiger: Superhero Senki | Shotaro Ishinomori      |                              |
| 2022  | Kappei                                                      | Takechi                 |                              |
| 2023  | Kamen Rider Geats : 4-Ri no ēsu to kuroko                   | Ziin / Kamen Rider Ziin |                              |

### Télévision

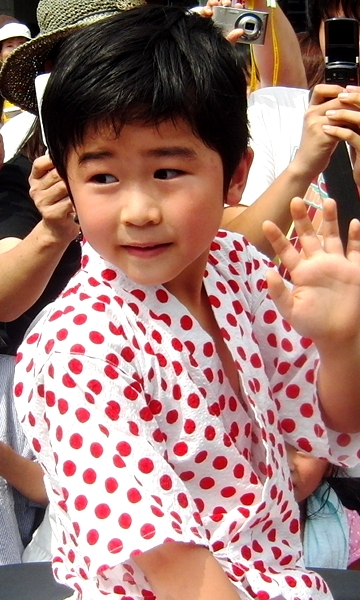
Suzuki au festival de Nagaoka, en 2011.

| Année     | Titre                                      | Kanji                                 | Rôle                    | Chaîne            | Notes                               |
| --------- | ------------------------------------------ | ------------------------------------- | ----------------------- | ----------------- | ----------------------------------- |
| 2010      | Daimajin Kanon                             | 大魔神カノン                          | Shōta                   | TV Tokyo          |                                     |
| 2011      | Marumo no Okite                            | マルモのおきて                        | Tomoki Sasakura         | Fuji TV           | Rôle principal                      |
| 2011      | Another face Keiji-Sōmuka Ōtomo Tetsu      | アナザーフェイス 刑事総務課・大友鉄   | Yūto Ōtomo              | Asahi TV          |                                     |
| 2011      | Hanazakari no Kimitachi e                  | 花ざかりの君たちへ                    | Tomoki Sasakura         | Fuji TV           | Caméo dans le premier épisode       |
| 2011      | Yōkai Ningen Bem                           | 妖怪人間ベム                          | Belo                    | Nippon Television | Rôle principal                      |
| 2012      | Blackboard-jidai to Tatakatta Kyōshi-tachi | ブラックボード～時代 と戦った教師たち | Ryū Shirahama           | TBS               |                                     |
| 2012      | Kodomo Keisatsu                            | コドモ警察                            | Shigeru Ōnuma           | TBS, MBS          |                                     |
| 2012      | Doraemon                                   | ドラえもん                            | Navigator               | Asahi TV          |                                     |
| 2012      | Ikkyū-san                                  | 一休さん                              | Ikkyū                   | Fuji TV           |                                     |
| 2012      | Kuruma Isu de Boku wa Sora o Tobu          | 車イスで僕は空を飛ぶ                  | Daisuke Ishii           | Nippon Television |                                     |
| 2012      | Akumu-chan                                 | 悪夢ちゃん                            | Ryū Uehara              | Nippon Television | Episode 5                           |
| 2013      | Kodomo Keishi                              | コドモ警視                            | Shigeru Ōnuma           | TBS, MBS          |                                     |
| 2013      | Share House no Koibito                     | シェアハウスの恋人                    | Masaru Fukui            | Nippon Television | Episode 4                           |
| 2013      | Onna Nobunaga                              | 女信長                                | Takechiyo               | Fuji TV           |                                     |
| 2013      | Ikkyū-san 2                                | 一休さん 2                            | Ikkyū                   | Fuji TV           |                                     |
| 2013      | Another face Keiji-Sōmuka Ōtomo Tetsu 2    | アナザーフェイス刑事総務課・大友鉄2   | Yūto Ōtomo              | Asahi TV          |                                     |
| 2013      | Nikai ga Kowai                             | 2階が怖い                             | Ryū Hatano              | Fuji TV           |                                     |
| 2013      | Otto no Kanojo                             | 夫のカノジョ                          | Masato Komatsubara      | TBS               |                                     |
| 2014      | Miyamoto Musashi                           | 宮本武蔵                              | Iori                    | Asahi TV          |                                     |
| 2014      | Keiji 110 Kilo                             | 刑事110キロ                           | Mitsuru Aizawa          | Asahi TV          |                                     |
| 2017      | Warotenka                                  | わろてんか                            | Young Fūta Takei        | NHK               | Asadora                             |
| 2020      | Utsubyō 9dan                               | うつ病九段                            | Sōta Fujii              | NHK               | Téléfilm                            |
| 2022-2023 | Kamen Rider Geats                          | 仮面ライダーギーツ                    | Ziin / Kamen Rider Ziin | Asahi TV          | Rôle récurrent                      |
| 2024      | Ooku                                       | 大奥                                  | Tokugawa Ienari         | Fuji TV           | Apparition dans le dernier épisode  |
| 2024      | Kamen Rider Outsiders                      | 仮面ライダーアウトサイダーズ          | Ziin / Kamen Rider Ziin | Web drama         | Apparition dans les épisodes 6 et 7 |

### Doublage
- 2011 : Happy Feet 2 : Erik
- 2012 : Eiga Doraemon Nobita to Kiseki no Shima 〜Animaru Adobenchā〜 (映画ドラえもん のび太と奇跡の島 ～アニマル アドベンチャー～) : Fūku
- 2013 : Sur la terre des dinosaures : le narrateur
- 2015 : Snoopy et les Peanuts, le film : Charlie Brown
- 2022 : Avalonia : L'Étrange Voyage : Ethan Clade
- 2024 : Le Robot sauvage : Joli-Bec

### Performances scéniques partielles
- 2017 : Big Fish : Will enfant
- 2019 : Aozora : Yamato
- 2024 : Hakanaki hikari no rapusodi : Torakichi

## Discographie
- 2011 : Maru Maru Mori Mori! (en) (マル・マル・モリ・モリ!?) (attribué à "Kaoru to Tomoki, Tamani Mook", en duo avec Mana Ashida ; générique du drama Marumo no Okite dont ils sont les vedettes ; classé 2e à l'oricon)